# Masakr v Dachau

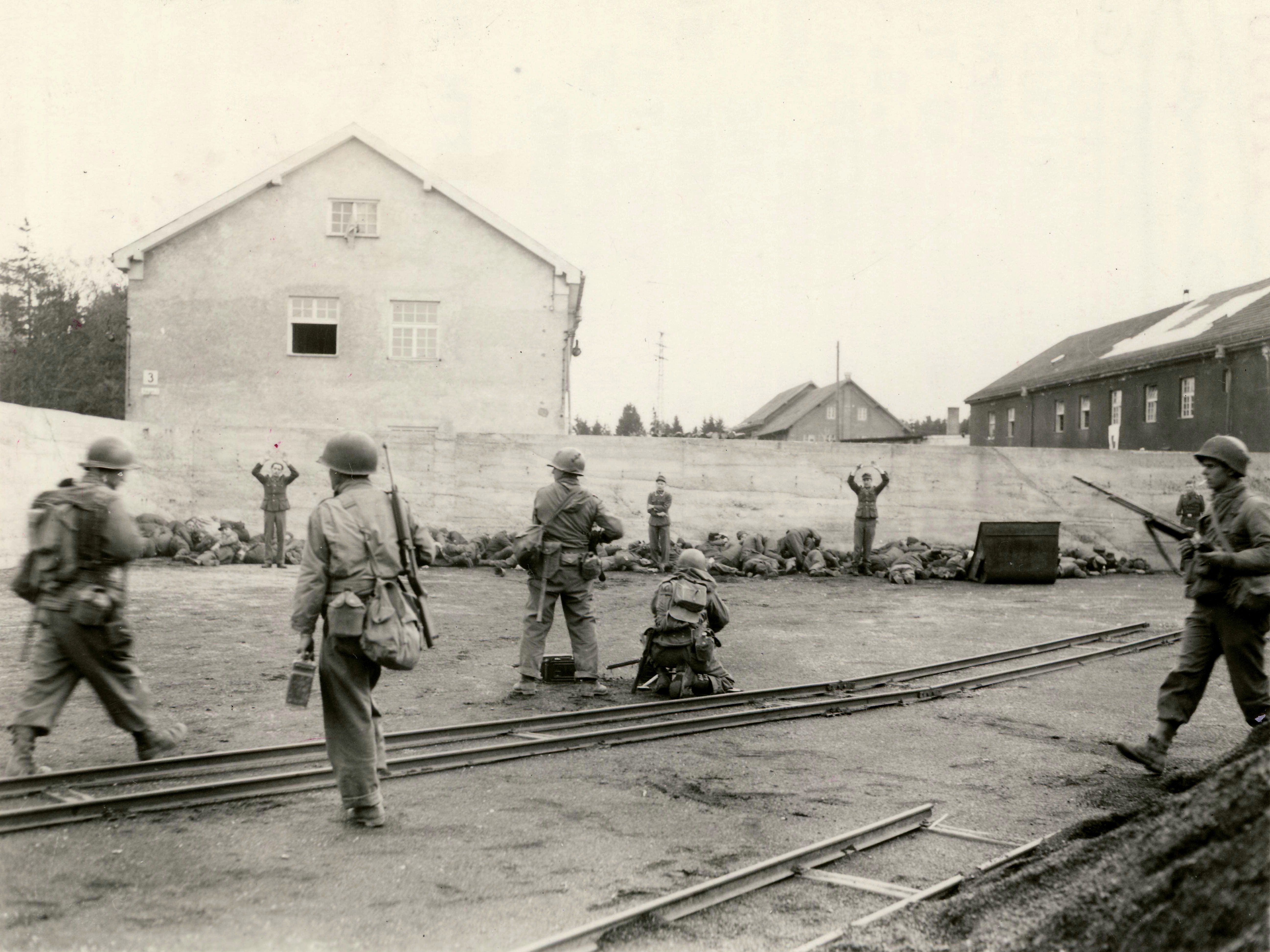
Hromadná poprava příslušníků SS u zdi

Masakr v Dachau bylo usmrcení neznámého počtu dozorců z řad SS, které zabili příslušníci americké 45. pěší divize po osvobození koncentračního tábora Dachau. Podle oficiální zprávy generála Dwighta D. Eisenhowera američtí vojáci osvobodili na 32 000 vězňů, přičemž zneškodnili 300 příslušníků stráže tábora z SS-Totenkopfverbände. Incident se udál na sklonku druhé světové války, 29. dubna 1945.
29. dubna 1945 byl americkou 45. pěší divizí osvobozen koncentrační tábor v Dachau blízko Mnichova, jeden z nejhorších v nacistickém Německu. Zhrození pohledem na zubožené vězně a na železniční vagóny plné mrtvých těl, postříleli američtí vojáci bez řádného soudu dosud neujasněný počet neozbrojených německých válečných zajatců. Část z nich tvořily stráže tábora z SS-Totenkopfverbände, mezi usmrcenými byl také vysoký počet příslušníků Waffen SS z 5. tankové divize SS[zdroj⁠?!], kteří se po tvrdých bojích na východní frontě zotavovali v nedaleké nemocnici.[zdroj⁠?!]
Dodnes se vedou spory o tom, kolik Němců bylo v Dachau skutečně usmrceno. Jednotlivé zdroje uvádějí různá čísla. Značná část z nich byla zabita také samotnými vězni, kterým američtí vojáci dodali zbraně. Mnozí tzv. „kápové“, kteří v době fungování tábora činili ta nejhorší zvěrstva, byli osvobozenými vězni pomalu a brutálně ubiti k smrti lopatami.
Žádný z pachatelů nebyl za tento čin nikdy souzen. Generál Patton, na konci války jmenovaný guvernérem Bavorska, vydal příkaz případ dál nevyšetřovat.